# Botanische tuin van Tallinn
De botanische tuin van Tallinn (Ests: Tallinna Botaanikaaed) is een  botanische tuin in de wijk Kloostrimetsa (stadsdistrict Pirita) in Tallinn. Met een oppervlakte van 123 hectare is het de grootste botanische tuin van Estland. De rivier Pirita stroomt door de tuin.
De botanische tuin heeft een aantal nevenactiviteiten, zoals het experimentele buitenstation Audaku in het noordwesten van het eiland Saaremaa en een kinderdagverblijf.

## Geschiedenis
De tuin werd opgericht in december 1961, verbonden aan het Instituut voor Experimentele Biologie van de Sovjetacademie van Wetenschappen op grond van een overeenkomst van januari 1959. In de daarop volgende jaren werd de tuin verder ontwikkeld. Oorspronkelijk onderzocht men vooral de Estlandse ecosystemen, waaronder plantengroei en acclimatisatie. Vanaf 1970 verplaatste het onderzoek zich naar het gebruik van inheemse plantensoorten in de groenvoorziening en tuinbouw. In 1995 werd de verantwoordelijkheid voor de plantentuin overgedragen aan de gemeente Tallinn.

## Afbeeldingen

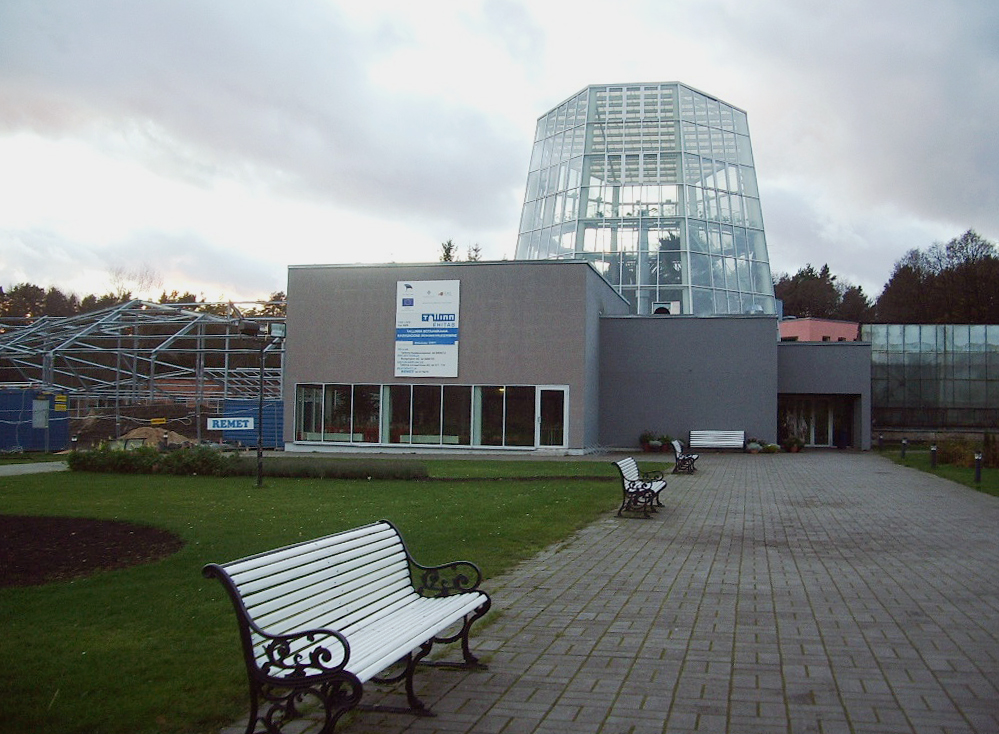
Hoofdgebouw
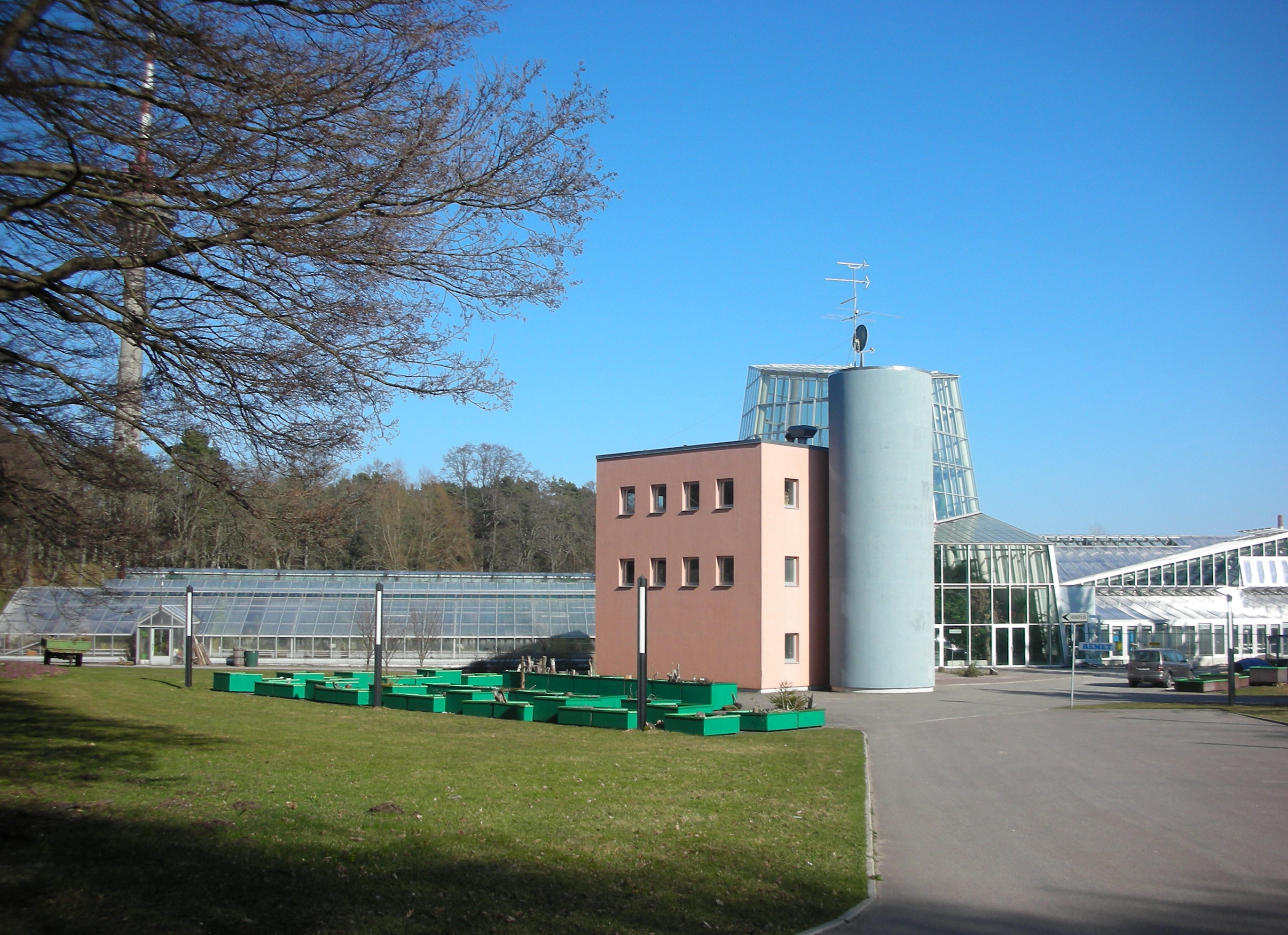
Zicht op een gebouw
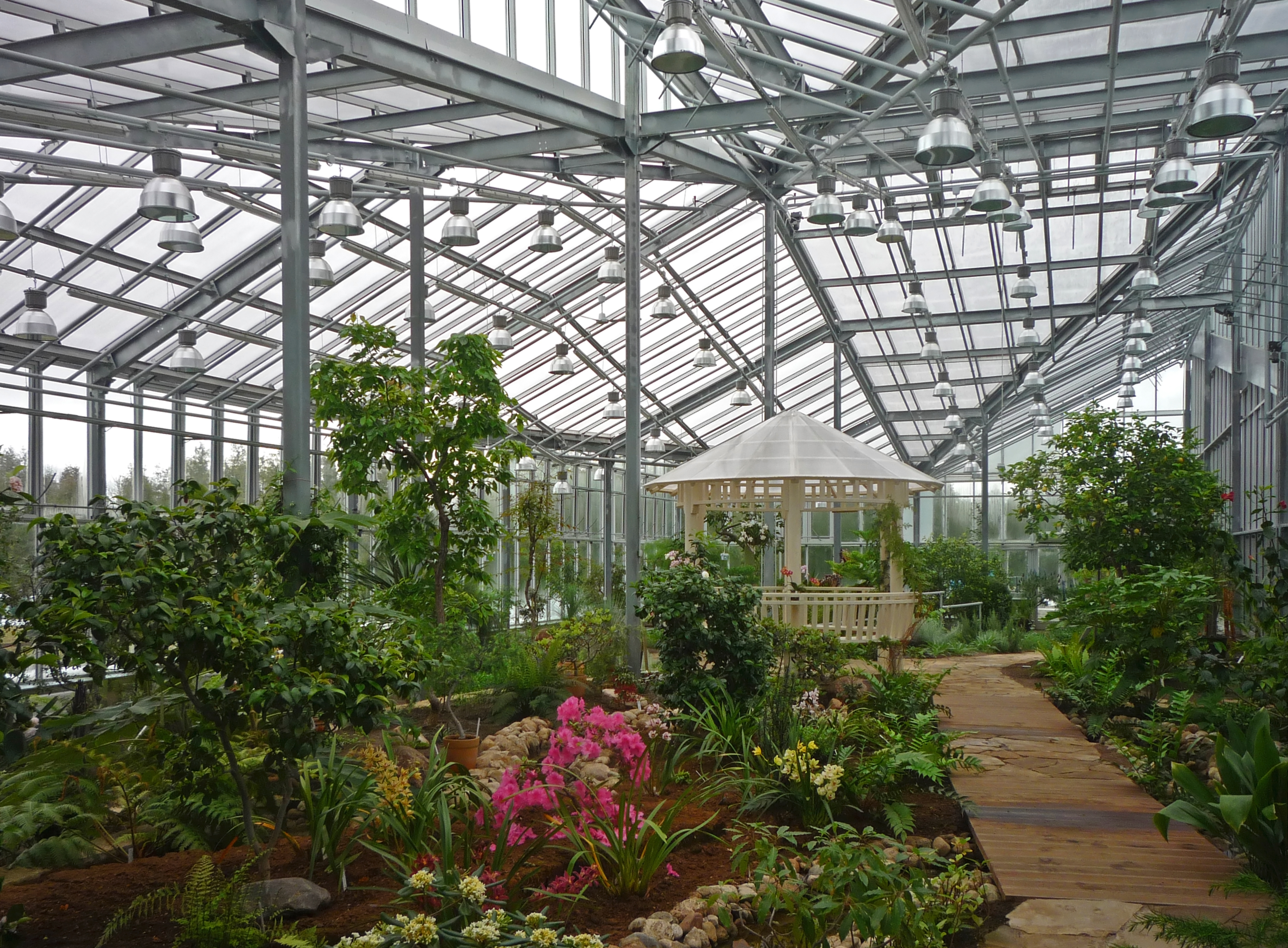
Nieuwe galerij
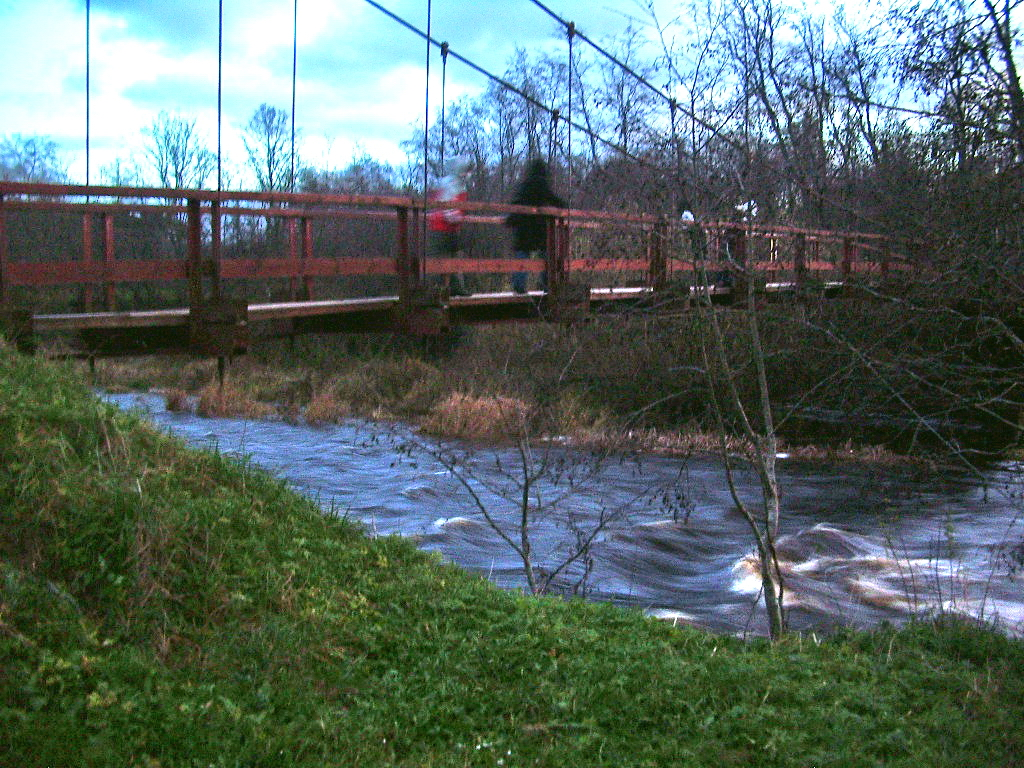
Een hangburg over de Pirita